# 乔巴山机场
乔巴山机场是一座位于蒙古国东部地区东方省首府乔巴山的机场。该机场于2001年竣工启用了新的航站楼建筑。

## 航空公司及航点
| 航空公司 | 目的地             |
| -------- | ------------------ |
| 匈奴航空 | 呼伦贝尔，乌兰巴托 |